# (367732) Mikesimonsen
(367732) Mikesimonsen est un astéroïde de la ceinture principale.

## Description
(367732) Mikesimonsen est un astéroïde de la ceinture principale. Il fut découvert le 4 mai 2005 au Faulkes Telescope North par Jim Bedient. Il présente une orbite caractérisée par un demi-grand axe de 2,32 UA, une excentricité de 0,13 et une inclinaison de 7,4° par rapport à l'écliptique.

## Compléments